# موضعة المنتج

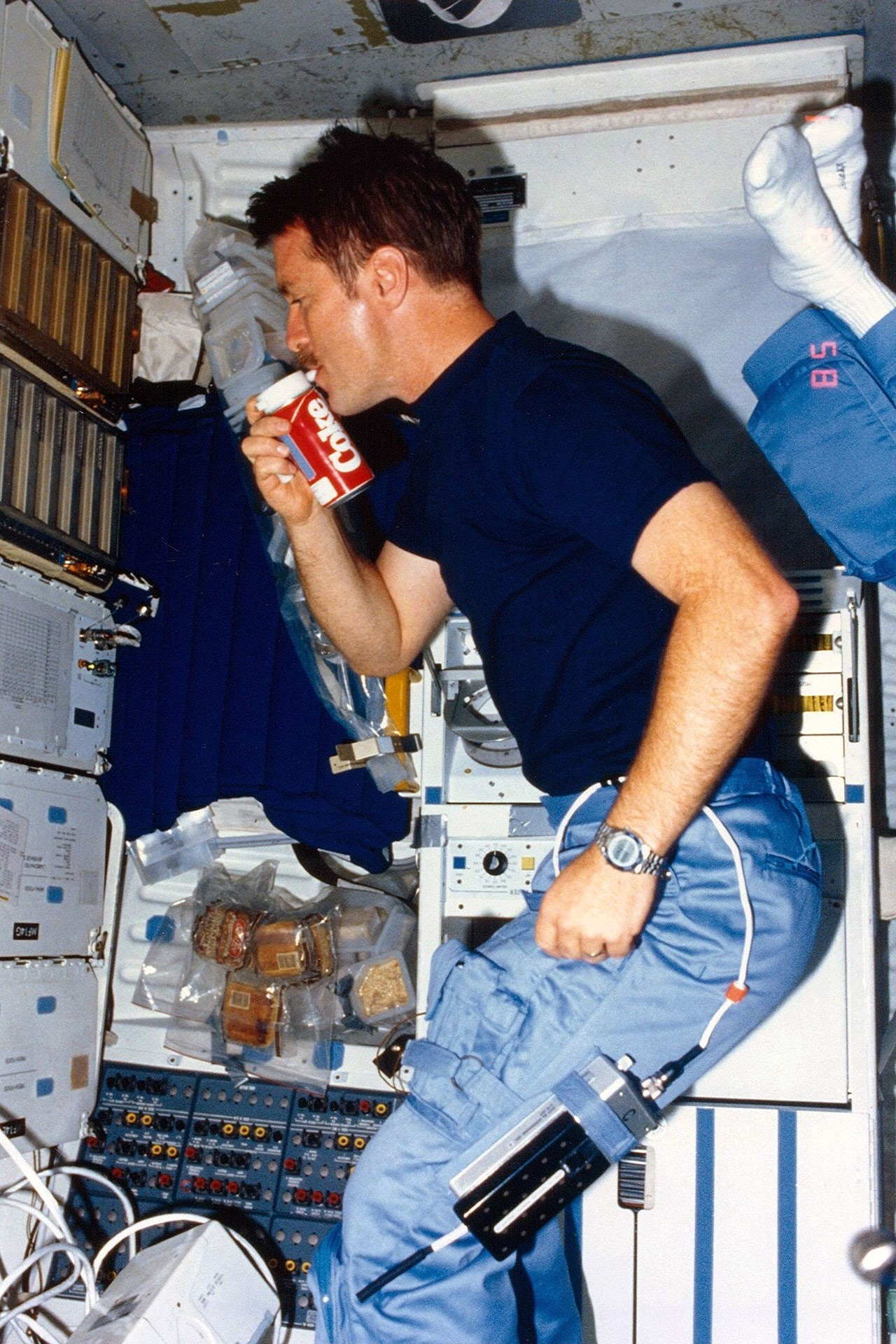

موضعة المنتج، المعروفة أيضًا باسم التسويق المُدمج هي تقنية تسويقية تُدمج فيها الإشارات إلى علامات تجارية أو منتجات محددة في عمل آخر، مثل فيلم أو برنامج تلفزيوني، بقصد الترويج.
وفي حين أن يمكن إشارات إلى العلامات التجارية قد تُدمج طوعًا في الأعمال للحفاظ على الشعور بالواقعية و/أو لتكون موضوعًا للشرح، فإن التسويق المُدمج دمجًا متعمدًا للإشارة إلى علامة تجارية أو منتج مقابل الحصول على تعويض مادي.
تم استخدام هذا النوع من التسويق على التلفزيون في القرن الحادي والعشرين، بالأخص لمكافحة الاستخدام الواسع النطاق لمسجلات الفيديو الرقمية التي يمكنها تخطي فترات الاستراحة التجارية التقليدية، وكذلك التعامل مع الفئة السكانية الأصغر سنًا.

## التاريخ
الأصل
بدأ التسويق في القرن التاسع عشر، بالتزامن مع الوقت الذي نشر فيه جول فيرن رواية المغامرة حول العالم في ثمانين يومًا (1873)، وبسبب شهرته ضغطت شركات النقل والشحن عليه ليذكرها في الرواية، وبقيت الحقيقة مجهولة ما إذا كان قد دُفع لفيرن ليفعل ذلك أم لا. وبالمثل، أظهرت لوحة رسمها إدوارد مانيه بين عامي (1881-1882) أحد البارات في ملهى فولي بيرجير مع زجاجات مميزة موجودة على جانبي طاولة البيع. ويمكن التعرف على زجاجة البيرة على الفور باسم (بيرة باس). بقيت دوافع مونيه بإدخال المنتجات ذات العلامات التجارية في رسوماته غير معروفة؛ قد تكون أُضيفت ببساطة إلى أصل العمل، ولكن من ناحية أخرى، ربما تلقى الفنان بعض المال مقابل هذا التسويق.
تشير الأبحاث التي نشرها جان مارك ليهو في عام (2007) إلى أن الأفلام التي أنتجها الأخوة لوميير في عام 1896 قد أُنتجت بناءً على طلب ممثل شركة ليفر براذرز في فرنسا.  تعرض الأفلام منتج التنظيف (ضوء الشمس)، الذي قد يكون أول مثال مسجل لتسويق المنتجات المدفوع في الفيلم. وأدى ذلك إلى أن تصبح السينما واحدةً من أوائل الطرق المستخدمة لتسويق المنتجات.
مع وصول المجلات الدورية الغنية بالصور في أواخر القرن التاسع عشر، اكتشف الناشرون طرقًا لرفع سمعة الصحف عن طريق وضع نسخة فعلية من المجلة في صور لأشخاص مشهورين. على سبيل المثال، طبعت المجلة الألمانية دي فوخي في عام 1902 مقالة عن الكونتيسة في قلعتها وهي تحمل، في إحدى الصور الفوتوغرافية، نسخة من المجلة بين يديها.
كان التسويق المُدمج شائعًا بهدف الجذب السينمائي للعديد من الأفلام الواقعية في السنوات العشر الأولى من تاريخ السينما.
استشهدت تقارير هاريسون بشكل متكرر في العقود الأربعة التالية، بحالات لمنتجات تحمل علامات تجارية على الشاشة. أدان هاريسون هذه الممارسة باعتبارها ضارةً بدور السينما، وعكست مقالاته التي كتبها عداءه ضد التسويق عبر الأفلام. نشرت تقارير هاريسون الإدانة الأولى لتلك الممارسة حول ظهور شركة شيفرون في فيلم ذا كراج (الجراج) (1920). انتقد مقال آخر التعاون ما بين شركة سميث كورونا وشركة فيرست ناشيونال، إذ ظهرت الآلة الكاتبة المنتجة من قبل شركة كورونا في العديد من الأفلام في منتصف عام 1920 بما في ذلك فيلم ذا لوست ورلد (العالم المفقود) (1925).
ظهرت الأسماء التجارية المشهورة في الأفلام من بدايات تاريخ السينما. قبل أن تكون الأفلام ذات طابع سردي كما هي معروفة اليوم، موّلت الشركات الصناعية صناعة أفلام قصيرة مدتها دقيقة أو دقيقتان، وصفها الباحث السينمائي توم غانينغ بـ «معالم سينمائية».
حضر المشاهدون الأفلام في العقد الأول من بداية ظهورها (1895-1907) باعتبارها مثيرة للاهتمام بتأثيراتها البصرية المذهلة آنذاك. وكانت هذه الطريقة أكثر ملاءمة لتسويق المنتجات من السينما السردية. جادل جورفيتش بأن المعالم السينمائية المبكرة كانت شائعة في الإعلانات التليفزيونية في الخمسينيات أكثر من غيرها من الأفلام التقليدية. واقترح أن نتيجة لذلك، توطدت العلاقة بين السينما والإعلان، وهذا يشير إلى أن السينما كانت جزئيًا نتيجة للإعلان والميزة الاقتصادية التي وفرتها لصانعي الأفلام الأوائل. فصّل هنري سيغريف الصناعات التي أُعلن عنها في هذه الأفلام المبكرة.

### الأفلام والتلفزيون

#### الأفلام المبكرة
ينجذب مسوقو المنتجات نحو الأفلام الروائية التي لديها توقعات بالوصول إلى ملايين المشاهدين. وفي كثير من الحالات، لا يُدفع مقابل عرض المنتج ولا تُقدَّم الوعود بدعم التسويق عندما تظهر العلامات التجارية للمستهلكين في الأفلام. يحتاج إنتاج الأفلام إلى صور دعائية للمشاهد، لذا فإن كل مدير فيلم، هو المسؤول عن جمع الدعم، أو الاتصال بالوسطاء أو بالشركات المصنعة للمنتج مباشرة. بالإضافة إلى استخدام العناصر على الشاشة، قد يوفر مورد المنتج/الخدمة إنتاجًا بكميات كبيرة من المنتجات أو الخدمات التكميلية. قد يكون استغلال قنوات تسويق المنتجات ذا قيمة خاصة للأفلام عندما يكون المنتج قديمًا ومطلوبًا أوغير متوفر بسهولة، مثل: إشارة أو زجاجة.
على الرغم من عدم وجود دليل قاطع على ظهور شركة شيفرون في فيلم ذا كراج، لكن من المؤكد أن فيلم دكتور مابوز ذا غامبلر (1922) لمخرجه فريتز لانغ احتوى على بطاقة عنوان بارزة كُتب عليها: «صُممت أثواب النجوم النساء من قبل فالي راينيكي وصُنعت في استوديوهات أزياء فلاتو شيلدر وموسنير». كان وينغز (أجنحة) (1927) من بين أوائل الأفلام الصامتة البارزة التي عرضت تسويقًا للمنتجات، وفاز بجائزة الأوسكار لأفضل فيلم. واحتوى على دعاية لشركة هيرشي للشوكولا. يعرض فيلم إم لمخرجه فريتز لانغ (الذي صدر في عام 1931) عرضًا لافتًا لـ علكة ريغلي الأميركية، لمدة 20-30 ثانية تقريبًا.
وُجد مثال آخر في فيلم «هورس فيذرس» (1932)، عندما تقع شخصية ثيلما تود من الزورق في النهر. وتنادي مطالبة بـ «سترة النجاة» فيرمي لها غروتشو ماركس حلوى (مدخرات الحياة) الأميركية بدلًا من ذلك. وصوّر فيلم إتس إيه وندرفول لايف (إنها حياة رائعة) (1946) صبيًا صغيرًا يتطلع إلى أن يصبح مستكشفًا، ويعرض نسخة بارزة من مجلة ناشونال جيوغرافيك. وفي فيلم لاف هابي (1949)، كان هاربو ماركس يثب على سطح من مختلف اللوحات الإعلانية، لكنه يتمكن من الهروب من الأشرار وهو على شعار شركة موبيل القديم، «الحصان الأحمر الطائر». انتقدت تقارير هاريسون بشدة هذا المشهد أثناء مراجعة الفيلم وفي التقرير الافتتاحي للصفحة الأولى. وفي فيلم غان كريزي (1949)، تظهر ساعة بولوفا بشكل بارز في جريمة سرقة كشوف الرواتب في مصنع آرمور وشركاؤه لتعبئة اللحوم.

##### أفلام لاحقة
أظهرت سلسلة أفلام سموكي آند ذا باندتيت (1977) وذا كانونبول رن (1981) مواضع تسويق بارزة. وغالبًا ما يُذكر فيلم الخيال العلمي إي تي وذلك لكثرة مشاهد التسويق المتعددة الواضحة فيه، بما في ذلك دمج قطع حلوى ريس في المشاهد. وفي فيلم ذا ريتيرن أوف غودزيلا، غودزيلا 1984، يأخذ المشروب الغازي دكتور بيبر مكانة بارزة في المشاهد الجديدة التي صُوّرت خصيصًا للدبلجة. وفي أحد المشاهد المصورة في قاعدة عسكرية أمريكية، توجد آلة بيع للمشروبات بين شخصيتين، وغالبًا ما تظهر الشخصيات في المشاهد المشابهة وهي تشرب المشروبات الغازية. سُوّق أيضًا لكل من تشيريوس وكوكا كولا في موسيقى إيفيتا لأندرو لويد ويبر في: سوبرمان (فيلم 1978) وسوبرمان 2.